# Кальтрано
Кальтрано (італ. Caltrano, вен. Caltrano) — муніципалітет в Італії, у регіоні Венето, провінція Віченца.
Кальтрано розташоване на відстані близько 440 км на північ від Рима, 80 км на північний захід від Венеції, 25 км на північ від Віченци.
Населення — 2570 осіб (2014).
Щорічний фестиваль відбувається 3 лютого - 21 листопада. Покровитель — святий Власій.

## Демографія
Населення за роками:

Станом на 1 січня 2023 року в муніципалітеті офіційно проживали 123 іноземці з 27 країн, серед них 30 громадян країн Євросоюзу та 12 громадян України.

## Сусідні муніципалітети
- Азіаго
- Кальвене
- Кьюппано
- Коголло-дель-Ченджо
- Пьовене-Роккетте
- Роана